# Попуґаєва Лариса Анатоліївна
Лариса Анатоліївна Попуґаєва (Лариса Анатольевна Попугаева; 3 вересня 1923, Калуга — 19 вересня 1977, Ленінград) — радянська геологиня, кандидатка геолого-мінералогічних наук (1970), першовідкривачка якутських алмазів в СРСР, кімберлітова трубка «Зарниця» (1954).

## Біографія
Лариса Гринцевич народилась 3 вересня 1923 року в Калузі. Її батько, Анатолій Гринцевич, — секретар райкому партії в Одесі, був розстріляний в 1937 році. Мати, Ольга Гринцевич, — ленінградська мистецтвознавка.
В 1941 році закінчила школу й поступила на геолого-ґрунтовий факультет Ленінградського університету.
В 1950 році закінчила кафедру мінералогії Ленінградського університету.
В 1952 році Лариса Гринцевич вийшла заміж за викладача Віктора Попуґаєва.
Померла 19 вересня 1977 року в Ленінграді від розриву аорти.[джерело не вказане 1559 днів]

## Нагорода
- 1943 — знак «Чудовий артилерист» за відбиття атаки німецьких літаків[3]
- 1945 — медаль «За перемогу над Німеччиною у Великій Вітчизняній війні 1941—1945 рр.»
- 1957 — орден Леніна
- 1970 — знак «Першовідкривач родовища»
- 2014 — знак «Першовідкривач родовища» (посмертно)

## Організації
1944 — ВКП(б)